# Tschaka Nogai
Tschaka (bulgarisch Чака: * ?; † 1300 in Tarnowo) oder Tschaka Nogai war ein mongolischer Fürst und von 1299 bis 1300 Zar von Bulgarien. Tschaka war der Sohn von Kara Nogai Khan, einem der Anführer der Goldenen Horde.
Nach der Niederlage gegen den legitimen Khan der Goldenen Horde, Tokta, flüchtete Tschaka im Herbst 1299 mit seiner Frau und seinem Schwager Todor Swetoslaw nach Bulgarien, wo er den Thron von Iwan IV. Smilez einnahm. Doch bereits im Jahr darauf wurde er von Todor Swetoslaw gestürzt und inhaftiert.
Nachdem Todor Swetoslaw zum neuen Zaren von Bulgarien gekrönt worden war, ließ er Tschaka töten und seinen Kopf als Geschenk Tokta zukommen.

## Familie
Tschaka war mit einer Tochter von Georgi I. Terter verheiratet. Mit ihr hatte er einen Sohn, Kara Kücük.